# السلالة الفلافية
السلالة الفلافية الحاكمة أو الفلافيون (بالإنجليزية: Flavian)‏ هي سلالة حاكمة لأباطرة رومان أسسها الإمبراطور فسبازيان. بعد وفاة دوميتيان انتقل الحكم إلى الأنطونيين